# انصاف (فیلم ۱۹۸۷)
انصاف (انگلیسی: Insaaf) یک فیلم به کارگردانی موکول اس. آناند است که در سال ۱۹۸۷ منتشر شد. از بازیگران آن می‌توان به وینود کانا و دیمپل کاپادیا اشاره کرد.